# Renée Willett
Renée Danielle Willett (* 11. Dezember 1992 in New York City, New York) ist eine US-amerikanische Schauspielerin, Filmproduzentin und Komikerin.

## Leben
Willett wurde am 11. Dezember 1992 in New York City als älteste von insgesamt drei Schwestern geboren. Sie besuchte die IMG Academy mit dem Schwerpunkt Tennis. An der University of Southern California machte sie ihren Bachelor of Arts in Wirtschaftswissenschaften, Spanisch und Theater. Am William Esper Studio machte sie eine Ausbildung in darstellender Kunst und wirkte in Improvisationstheaterstücken der Gruppen Upright Citizens Brigade und den Groundlings mit. Auf der USC Marshall School of Business erwarb sie ihren Master of Business Administration.
Bereits 1998 machte sie in Sins of Fate in einer Nebenrolle ihr Schauspieldebüt, begann aber erst ab Mitte der 2010er Jahre regelmäßig in Filmproduktionen mitzuwirken. 2013 spielte sie als Nebendarstellerin im Film 45 Days und 2015 in Sharknado 3 mit. Im 2016 erschienenen Film Auf den zweiten Blick wirkte sie als Schauspielerin und Filmproduzentin mit. 2017 war sie im Antikriegsdrama The Yellow Birds in der Rolle der Claire zu sehen. Anschließend folgten mehrere Besetzungen in Kurzfilmen und Low-Budget-Filmen wie 2018 in Flug 666. 2021 spielte sie im Film Body Brokers mit.
Sie ist auch als Komikerin tätig.

## Filmografie (Auswahl)

### Schauspiel
- 1998: Sins of Fate
- 2013: 45 Days
- 2015: Sharknado 3 (Sharknado 3: Oh Hell No!, Fernsehfilm)
- 2016: Auf den zweiten Blick (Lazy Eye)
- 2016: Blind
- 2016: #Trending (Kurzfilm)
- 2016: The Comedian – Wer zuletzt lacht (The Comedian)
- 2017: The Yellow Birds
- 2017: Tiff (Kurzfilm)
- 2017: Mixed (Kurzfilm)
- 2017: The Last Day (Kurzfilm)
- 2018: Der Kurier (Beast of Burden)
- 2018: Flug 666 (Flight 666)
- 2018: The Odd Essay
- 2018: Monkey (Kurzfilm)
- 2019: 7 Days to Vegas
- 2019: Strange Girl in a Strange Land (Fernsehserie, 2 Episoden)
- 2019: Samice (Kurzfilm)
- 2019: Run with the Hunted
- 2021: Body Brokers
- 2021: Die in a Gunfight

### Produktion
- 2016: Auf den zweiten Blick (Lazy Eye)
- 2016: Blind
- 2016: #Trending (Kurzfilm)
- 2016: The Comedian – Wer zuletzt lacht (The Comedian)
- 2017: The Yellow Birds
- 2017: Mixed (Kurzfilm)
- 2019: Run with the Hunted
- 2019: Love (Kurzfilm)